# Liste der Officers des Order of Canada/G
Diese Liste gibt einen Überblick aller Personen, die mit der Auszeichnung Officer of the Order of Canada ausgezeichnet wurden.

## G
1. Chad Gaffield
2. Alain-G. Gagnon
3. André Gagnon
4. Claude Gagnon
5. Edouard Gagnon
6. Jean-Louis Gagnon
7. John Kenneth Galbraith
8. Biruté M. F. Galdikas
9. Céline Galipeau (2013)
10. Gerald L. Gall
11. John Patrick Gallagher
12. Jean Pierre Edgar Gallant
13. Serge Garant
14. John Alan Gardam (2012)
15. George R. Gardiner
16. Paul E. Garfinkel (2008)
17. Philippe Garigue
18. George D. Garland
19. Louis Garneau
20. Raymond Garneau
21. Philip C. Garratt
22. Jacob Gill Gaudaur
23. M. Henry Gault
24. Daniel Gauthier
25. Georges-E. Gauthier
26. Paule Gauthier
27. Michel Gauvin
28. Jean-Marie Gauvreau
29. Herman Geiger-Torel
30. Sylva M. Gelber
31. Paul Gendreau
32. Nicolas D. Georganas
33. Dan George
34. Richard L. (Rick) George
35. Richard Geren
36. John Watson Gerrard
37. Julia Gersovitz
38. Michel Gervais
39. Donald R. Getty
40. Nassif Ghoussoub
41. Anne Giardini
42. Jean-Paul Gignac
43. Kenneth Gilbert
44. Alastair W. Gillespie
45. Margie Gillis (2013)
46. James P. Gilmore
47. Bobby Gimby
48. Alice Girard
49. Antoinette Giroux
50. Helen Preston Glass
51. William Glassco
52. Robert Glen
53. Francis H. Glorieux
54. Constance R. Glube
55. Norman M. Goble
56. Jacques Godbout
57. Martin Godbout
58. Serge Godin
59. Peter Cowperthwaite Godsoe
60. Edward W. (Ted) Godwin
61. Alan B. Gold
62. David Goldbloom (2014)
63. Richard B. Goldbloom
64. Ruth Miriam Goldbloom
65. David A. Golden
66. H. Carl Goldenberg
67. Martin Goldfarb
68. Klaus Goldschlag
69. David Goltzman
70. John W. Goodall
71. Edwin A. Goodman
72. Jean Goodwill
73. Betty Goodwin
74. Frederick William Gorbet (2014)
75. J. Peter Gordon
76. Percival H. Gordon
77. Robert Arthur Gordon
78. Carl Goresky
79. Ruth Gorman
80. James A. Gosling
81. Mary Gospodarowicz Evans
82. Clarence L. Gosse
83. Arthur J. Gosselin
84. Clément Gosselin (2010)
85. Paul-Emile Gosselin
86. Thérèse Gouin-Décarie
87. George W. Govier
88. John Ross Grace (2013)
89. Sherrill E. Grace (2013)
90. Howard D. Graham
91. James Wesley Graham
92. Rodney Graham
93. Jack Lawrence Granatstein
94. Charles Ronald McKay Granger
95. Campbell Grant
96. George P. Grant
97. Jon K. Grant
98. James Kenneth Gray
99. John Gray
100. John MacLachlan Gray
101. Walt Grealis
102. Harold Greenberg
103. Mark Lawrence Greenberg
104. Lorne Greene
105. Nancy Greene-Raine
106. Milton F. Gregg
107. Paul Grégoire
108. Fernand Grenier
109. Pierre Grenier
110. Robert Grenier
111. Deborah Grey
112. John Douglas Morecroft Griffin
113. Scott Griffin (2012)
114. Harold R. Griffith
115. Naomi E. S. Griffiths
116. Claude-Henri Grignon
117. Jean Grondin (2012)
118. Pierre  R. Grondin
119. Reginald K. Groome
120. Philippe Gros
121. Max Gros-Louis
122. Paul Gross (2013)
123. Phyllis Grosskurth
124. Stefan Grzybowski
125. Jeannine Guillevin Wood
126. Léo Guindon
127. Donald W. Gullett
128. Harry Emmet Gunning
129. Raymond Gushue
130. Gordon Guyatt (2011)
131. Alexandra Sandra Gwyn
132. Richard Gwyn